# النظام (مسلسل)
النظام (بالإنجليزية: The Regime) هو مسلسل قصير ساخر سياسي أمريكي من إنتاج HBO، من بطولة كيت وينسلت، ماتياش شونارتس، غيوم غاليان، أندريا رايزبورو، مارثا بليمبتون، وهيو غرانت. ويلي تريسي هو الكاتب والمنتج التنفيذي للعمل، بينما قام ستيفن فريرز وجيسيكا هوبس بإخراج الحلقات والإنتاج التنفيذي. كما أن كيت وينسلت، فرانك ريتش، وتريسي سيوارد هم أيضًا منتجون تنفيذيون. تلعب وينسلت دور إيلينا فيرنهام، وهي ديكتاتورة تحكم بشكل هش على دولة خيالية في أوروبا الوسطى.
تم عرض "النظام" لأول مرة في 3 مارس 2024، مع عرض جميع الحلقات الست في الولايات المتحدة على HBO وMax، وفي المملكة المتحدة حصريًا على Sky Atlantic وNow ابتداءً من 8 أبريل 2024.
على الرغم من أن المسلسل تلقى آراء متباينة، إلا أن أداء كيت وينسلت لاقى إشادة خاصة من النقاد.

## الملخص
يصور المسلسل عامًا داخل قصر نظام سلطوي ينهار. بعد أن ظلت في القصر لفترة طويلة دون مغادرته، تصبح المستشارة إيلينا فيرنهام أكثر شكًا وغير مستقرة، وتلجأ إلى جندي متقلب، هيربرت زوباك، ليكون رفيقًا غير محتمل لها. ومع تزايد تأثير زوباك على المستشارة، تؤدي محاولات إيلينا لتوسيع سلطتها إلى تفكك القصر والدولة من حولها.

## ممثلون رئيسيون
- كيت وينسلت في دور إيلينا فيرنهام، مستشارة في نظام دكتاتوري في أوروبا الوسطى التي تجد تدريجيًا أن منصبها مهدد بفعل الاضطرابات الداخلية.
- ماتياش شونارتس في دور هيربرت زوباك، جندي تم التشهير به مؤخرًا وتم تعيينه "كشافي المياه" الشخصي لإيلينا، ليصبح بسرعة أكثر مستشاريها ثقة.
- غيوم غاليان في دور نيكولاس فيرنهام، زوج إيلينا الفرنسي المحب للشعر، الذي يبدأ بالشك في علاقتها مع زوباك وتأثيره عليها.
- أندريا رايزبورو في دور أغنيس، مديرة القصر ويد اليمنى لإيلينا.
- داني ويب في دور السيد لاسكين، رئيس جهاز الأمن في البلاد.[6]

## الإنتاج
تم الإعلان عن المشروع من قبل HBO في يوليو 2022، مع تولي ويلي تريسي دور المسؤول عن العمل، وإخراج ستيفن فريرز، وكيت وينسلت، فرانك ريتش، وتريسي سيوارد كمنتجين تنفيذيين. يشمل فريق الكتابة كل من سيث ريس، جولي وينر، جين سبايرا، غاري شتاينغارت، وسارة دي لاب.
ستكون هذه السلسلة القصيرة هي الدور الرئيسي الثالث لكيت وينسلت في مسلسل درامي من إنتاج HBO بعد "ميلدريد بيرس" و"ماري أوف إيستتاون". في أبريل 2023، تم الكشف رسميًا عن تغيير عنوان المشروع من العنوان المؤقت "القصر" إلى "النظام".